# Sacrificiul lui Isaac (pictură de Caravaggio)
Sacrificiul lui Isaac este un tablou pictat în 1601 de Caravaggio, aflat la Galeria Uffizi din Florența. Subiectul picturii îl constituie legarea lui Isaac, episod relatat în cartea Genezei.